# Мирођија (лист)
Мирођија : лист за за забаву, поуку и шалу је српски хумористички лист без илустрација. Лист је штампан у Вршцу. Први број је изашао 1. новембра 1891. године, а задњи број је штампан 22. априла 1894. године. Лист Мирођија је излазио редовно 3 године.Ово је лист је био са политичким конотацијама. 

## Историјат
Вршачки штампар Милан Касановић је покренуо лист за забаву, поуку и шалу под именом Мирођија. Као власник листа Касановић је за његово покретање обезбедио почетни капитал у нади да ће се лист касније сам издржавати од претплате. Покретањем листа Мирођија Срби у Војводини су поново добили свој хумористичко-сатирични лист, јер после гашења листа СтарМали (1889) није било оваквих издања. На тај начин је Вршац постао један од издавачких центара наше сатиричне штампе. Тако да је у време свога излажења Мирођија  била једини хумористичко-сатиричан лист Срба у Војводини - радикалског смера. Мирођија је улазила у полемике  са својим политичким противницима, а нарочито са члановима Либералне странке. Уз политичке, у листу су вођене и књижевне полемике, од којих су најзначајније оне са Јованом Дучићем и Николом Кашиковићем, уредником Босанске виле. У периоду од три године колико је излазила Мирођија је представила политичку и културну микроклиму једне епохе.

## О уредништву
- Паја Ненадовић-Црњак је био новинар ванстраначког опредељења.
- Милан Касановић је био месни штампар у Вршцу и активни члан Радикалне странке. Због разних штампарских преступа, често је био кажњаван и осуђиван на временске казне затвора.
- Никола Рајковић је био сарадник и уредник Вршачког гласника. У одсуству Милана Касановића уређивао је и Мирођоју.[3]

## Претпалата за лист
Лист се финансирао од претплате, што је власнику и издавачима био циљ. Претплата је износила за годину дана 3 форинте, а појединачни бројеви 8 новчића. Скупљачима претплате у почетку је за 8 продатих даван 1 на дар, а касније када је лист запао у велике материјалне тешкоће, уредништво је објавило да скупљачима даје сваког шестог претплатника у новцу. Велики попуст су уживали учитељи, ђаци и ратари, тако што су претплату плаћали у пола цене.

## Периодичност излажења
Лист је излазио три пута месечно, 1. 10. и 20. у месецу.Мирођија је излазила на четири стране. 

## Место издавања и штампарија
Лист је штампан у Вршцу, у Штампарији Косановићева штампарија.Штампарија је била добро опремљена графичким машинама, типографским материјалом.

## Програм листа
Главна одредба програма овог листа је била одбрана српства и православља. Око тих питања вртеле су се све рубрике у листу Мирођија.

### Рубрике
1. Текстови којима се бистри политика
2. Полемике око Мирођије
3. Однос према Змају и Костићу (Јован Јовановић Змај и Васа Костић)
4. Женски и мушки свет
5. Подлистак (листак)
6. Илустрације, карикатуре, ребуси, огласи
7. Одговори уредништва и администрације

## Галерија
- Мирођија, 1891, бр. 5, стр. 19
- Мирођија, 1891, бр. 6, насловна страна
- Мирођија, 1892, бр. 30, стр. 120